# Trolleybus de Landskrona
Le trolleybus de Landskrona est l'unique réseau de trolleybus de Suède. Il compte une ligne desservant la ville de Landskrona.

## Réseau actuel

### Aperçu général
L'unique ligne est longue de trois kilomètres et relie la gare de la ville au centre de celle-ci. Il s'agit de la ligne 3 du réseau d'autobus de la ville.

### Matériel roulant
Cinq véhicules Solaris Trollino 12 (no 7231 à 7235) d'une longueur de 12 mètres circulent sur le réseau depuis 2003 pour les trois premiers puis 2010 et 2013 pour les deux autres.